# Mediterrane monniksrob
De Mediterrane monniksrob of gewone monniksrob (Monachus monachus) is een zeeroofdier uit de familie van de zeehonden (Phocidae). Het is waarschijnlijk het meest bedreigde zeeroofdier: de populatie bestaat uit minder dan vijfhonderd dieren.

## Beschrijving
De monniksrob wordt 230 tot 278 centimeter lang en wegen 250 tot 400 kilogram. Mannetjes worden iets groter dan vrouwtjes, gemiddeld 240 centimeter lang en tot 315 kilogram zwaar. Vrouwtjes worden tot 300 kilogram zwaar. De monniksrob heeft een donkere vacht. De buikzijde is lichter gekleurd, met een witte vlek op de buik. De kleur van het dier kan zeer variëren, van zwart tot zilvergrijs. De witte vlek ontbreekt soms. Vaak is de scheiding tussen de lichtere buik en de donkerder rug scherp, maar ook een geleidelijke overgang komt voor.

## Gedrag en leefgebied
De Mediterrane monniksrob is een dagdier dat in kleine groepen leeft langs subtropische kusten en beschutte stranden. Hij jaagt op vis (voornamelijk grotere vissen, waaronder roggen) en inktvis, voornamelijk octopus. Hij komt voor in de Zwarte Zee, de Middellandse Zee en de Atlantische kust van Noordwest-Afrika tot Mauritanië. Het is de enige zeehond in deze regio.
De soort komt binnen Europa nog voor in Turkije, Griekenland, Albanië, Kroatië,  Portugal, Frankrijk en op Cyprus.
Op de Ilhas Desertas die deel uitmaken van de Madeira Archipel leeft een beschermde kolonie van ongeveer 40 dieren. In de tachtiger jaren van de vorige eeuw waren er nog amper 8 overgebleven. Sindsdien groeit de groep langzaam maar zeker. Lobo marinho is de Portugese naam. De naam van het vissersdorp Câmara de Lobos, ten westen van Funchal, verwijst naar de aanwezigheid van de monniksrob op de zuidkust van Madeira enkele eeuwen geleden. De menselijke aanwezigheid heeft de dieren naar de Ilhas Desertas gedreven.

## Voortplanting
Over de voortplanting is weinig bekend. Er is één keer een paring in het water waargenomen. Waarschijnlijk zijn de mannetjes polygaam. Tussen mei en november (voornamelijk in september en oktober) wordt één jong geboren. De jongen worden geboren in grotten en grotto's in zeekliffen, meestal met een ingang onder water. Waarschijnlijk is dit een aanpassing aan overbejaging door de mens.
Het jong wordt geboren met een donkere wollige vacht met een witte of gele plek op de buik. Het is gemiddeld 91 à 92 centimeter lang (kan variëren van 80 tot 120 centimeter) en 15 tot 26 kilogram zwaar. Na vier tot zes weken wordt de geboortevacht vervangen door een zilvergrijze vacht met een lichte buik. Na zestien weken worden de jongen gespeend. De jongen blijven drie jaar bij de moeder. Wanneer het jong ongeveer 210 centimeter lang is, is het geslachtsrijp. Het is dan ongeveer vijf of zes jaar oud. De monniksrob wordt maximaal 24 jaar.

## Status
Door overbejaging en verstoring door vissers is de monniksrob schuwer geworden, waardoor hij tegenwoordig alleen in kleine, versnipperde populaties in onverstoorde gebieden voorkomt, en meer 's avonds dan overdag actief is. Tegenwoordig komt hij slechts in twee gebieden relatief veel voor, de oostelijke Middellandse Zee en de Noordwest-Afrikaanse kust. In 1997 werd de grootste populatie van de soort, aan de Côte des Phoques in de Westelijke Sahara, getroffen door een ziekte, waardoor twee derde van de populatie stierf. Vissers beschouwen de dieren als een bedreiging voor de visstand en daarom doden ze de robben. Pogingen om de soort in gevangenschap te fokken zijn tot nu toe nagenoeg allemaal mislukt.